# Kreppelzeitung
Kreppelzeitungen bzw. Krebbelzeitungen erscheinen zur Fastnachtszeit in verschiedenen Landesteilen Hessens als satirische oder zumindest humoreske Druckschriften, meist herausgegeben von den örtlichen Fastnachtsvereinen. Sie haben oft eine weit zurück reichende Tradition. Ihren Namen hat sie von den in siedendem Fett gebackenen „Kreppeln“, die um diese Zeit bevorzugt angeboten oder auch privat gebacken werden.
Gelegentlich hatten solche Krebbelzeitungen sogar größere politische Wirkungen: 1936 wurde die Ausübung der Klaa Pariser Fastnacht in Frankfurt-Heddernheim von den Nationalsozialisten verboten, da das Titelbild einer Krebbelzeitung der „Heddemer Käwwern“ einen Linolschnitt zeigte, der offensichtlich Adolf Hitler mit Narrenkappe darstellte.

## Historischer Hintergrund
In der Wilhelminischen Zeit suchte man in der Pflege des Humors und humoristisch verfasster Lyrik ein Gegengewicht zur neuen, sachlichen Industriewelt, dem Jugendstil und zur zeitflüchtigen Romantik – aber auch die Machtpolitik Kaiser Wilhelms II. sowie die stets latente Kriegsgefahr prägten das Empfinden der Bürger. Das Bedürfnis nach freiem Wort und freier Meinungsäußerung veranlasste bereits 1852 den bekannten Altmeister mainfränkischer Mundart, Friedrich Stoltze zur Herausgabe seiner Krebbelzeitung (in Frankfurt schrieb man dies mit „bb“) und der Frankfurter Latern, die 1866 verboten wurde, als die freie Reichsstadt Frankfurt am Main ihre politische Selbständigkeit einbüßte.

## Ein Fallbeispiel: Hochstadt
Die Gestaltung der Zeitung wird organisiert von Vereinsmitgliedern des Humor-Musik-Vereins „Edelweiß“ gegr. 1896 e. V. Hochstadt. Grundgedanke des Blattes ist, mit der Kreppelzeitung zunächst die Hochstädter Mitbürger ordentlich auf die Schippe zu nehmen und jeden, der im Laufe des Jahres in irgendeiner Art auffällig geworden war, im „Humoristischen Witzblatt“ zu verewigen. Die Namen der Betroffenen wurden allerdings nur angedeutet oder humorvoll umschrieben genannt. Der Betroffene und seine nähere Umgebung wusste allerdings genau, wer gemeint war.
Waren die Exemplare der ersten Jahre wegen der enorm hohen Druckkosten für eine so kleine Auflage noch von Hand und mit Ornamenten und Motiven illustriert gezeichnet bzw. vervielfältigt worden, so musste man die Zeitung ab 1908 wegen des großen Erfolges in Druck geben.
Die ersten 140 handgefertigten Exemplare kosteten noch 20 Pfennige, später wurde der Preis der nunmehr 300 Zeitungen vorübergehend auf 10 Pfennige gesenkt. Dies ging sehr zu Lasten der Illustration, die etwas spärlicher ausfiel.
Der ermäßigte Preis entsprach dennoch einem Monatsmitgliedsbeitrag. Die Gesamteinnahme aus dem Zeitungsverkauf im Jahr 1908 betrug RM 27,20 bei gleichzeitigen Ausgaben in Höhe von RM 34,-- in einer Zeit, in der ein 25-l-Fass Bier vergleichsweise RM 3,90 kostete. Letztendlich musste man zu den Kosten der Zeitung noch das eine oder andere Fass Bier hinzurechnen und die Zeitungsverkäufer bekamen eine „Worscht“ für insgesamt RM 1,71. Als dann auch noch nachträglich RM 9,-- für „die Kreppelzeitung machen“ geltend gemacht wurden, musste der Preis für das nächste Jahr wieder auf 20 Pfennige erhöht werden.

### Der Einfluss der beiden Weltkriege
Wie aus dem Kassenbuch, das damals noch „Auflagenbuch“ hieß, hervorgeht, war der Mitgliederstamm des Vereins Ende 1913 infolge der Einberufung zum Militär von 23 bis auf 14 Mitglieder geschrumpft.
Mit Beginn des Ersten Weltkrieges ruhten die Vereinsaktivitäten und damit auch die Herausgabe der Kreppelzeitung. Im März 1919 nahm der Verein seinen Betrieb wieder auf und es ließen sich im gleichen Jahr 13 neue Mitglieder einschreiben. Es dauerte allerdings 2 Jahre, bis 1921 die Kreppelzeitung wieder erschien. Wie sehr sich die Welt verändert hatte, kann man aus den Kosten von RM 218,-- und dem Preis von RM 1,-- je Exemplar ersehen. 1922 verdoppelten sich die Kosten und der Kreppelzeitungspreis erreichte einen historischen Höchststand von RM 2,-- bei einer Gesamtauflage von 400 Stück. Es ist nicht mehr nachzuvollziehen, warum die nächste und vorläufig letzte Ausgabe erst im Jahr 1928 erschien. Auch musste man eine andere Art der Herstellung gefunden haben. Bei Kosten von RM 55,-- und einem Preis von 35 Pfennigen wurde noch ein beachtlicher Gewinn erzielt.
Obwohl ein reges, geselliges Vereinsleben bis zur Auflösung des Vereins durch die „Fach-schaft Musikkammer“ der NSDAP im Jahr 1938 herrschte, waren die Aktivitäten der Kreppelzeitung eingeschlafen.
Anfang Januar 1949 stellte der neue Vorstand des am 2. April 1948 zum zweiten Mal gegründeten Vereins unter Leitung von Wilhelm Schröder den Antrag auf Genehmigung der Herausgabe der „Hochstädter Kreppelzeitung“, die am 31. Januar 1949 vom „OFFICE OF MILITARY GOVERNMENT FOR HESSE INFORMATIONS SERVICES DIVISION PUBLICATIONS BRANCH 757 FRANKFURT“ erteilt wurde. Von diesem Jahr an erscheint die Zeitung ohne Unterbrechung alljährlich am Fastnachtssamstag.

### Wie entsteht eine Kreppelzeitung und wie kommt sie unter die Leute?
Zunächst gehen wir noch einmal zurück zur Geburtsstunde der Kreppelzeitung. Der Vorsitzende des Jahres 1902 Philipp Eibelshäuser und Philipp Hofacker waren die Männer, die das Humoristische stärker in den Vordergrund stellten. Unter ihrer Führung reifte der Entschluss, eine „Kreppelzeitung“ herauszugeben – ähnlich der „Krebbelzeitung“ Friedrich Stoltzes, in der sich lokale und zeitkritische Elemente unverdächtig mischen konnten.
Es wurden zunächst Ortsbegebenheiten in humoristisch gedichteter Form und mit kleinen Zeichnungen versehen zum „Humoristischen Witzblatt“ von 1902 zusammengetragen, von Hand auf eine Matrize geschrieben, vervielfältigt und am Fastnachtsamstag ausgetragen.
Es ist davon auszugehen, dass das über viele Jahre durchschnittlich fünf- bis siebenköpfige Gremium der Redakteure im Geburtsjahr der Kreppelzeitung nur aus den beiden genannten Personen bestand und die Handschrift der ersten Ausgabe aus der Feder des damaligen Schriftführers Philipp Hofacker stammte.
Das alljährlich zusammentretende Gremium nennt sich das „Kreppelgericht“, weil es über die Taten der „Sünder“ richtet oder „Missstände“ anklagt, um dann über deren Veröffentlichung zu entscheiden.
Das ganze Jahr über halten die Kreppelrichter (Redakteure) die Ohren offen, wer wann und wo was ausgefressen hat. Die Notizen werden meist bis nach Weihnachten aufbewahrt und dann gemeinsam gesichtet. Nachdem feststeht, welche Begebenheiten aufbereitet werden, geht es an die Verteilung der Themen auf die Redakteure.
Die Art der Präsentation umfasst die gesamte Palette von gereimten Versen über Prosatexte in (beinahe) Hochdeutsch oder Platt, von der Karikatur bis zum witzig aufbereiteten Inserat. Außer den rein personenbezogenen Themen nimmt der zeitkritische Teil der Beiträge sehr zum Leidwesen der Ur-Hochstädter einen immer größeren Umfang an, um auch den Neubürgern gerecht zu werden.
Eine besondere Aufgabe stellt alljährlich die Finanzierung der Zeitung dar, die sich über den Preis von € 1,-- je Stück allein nicht realisieren lässt. Dem Ehrenvorsitzenden und dienstältesten Kreppelrichter Philipp Mankel ist es zu verdanken, dass er die Anzeigenwerbung einführte, die anfänglich noch humoristisch aufbereitet war.
Zwei Wochen vor Fastnachtsamstag ist Redaktionsschluss und die Druckfahnen werden korrekturgelesen. Pünktlich um 10 Uhr schwärmen am Fastnachtssamstag dann die Kreppelzeitungsverkäufer aus, um kräftig unterstützt von den Musikern des Vereins alle Ortsteile mit Zeitungen zu versorgen. So mancher Schnaps wartet hier bereits auf die wackere Truppe, denn auch das ist Tradition in Hochstadt. Selbstverständlich wird die Zeitung auch auf dem Fastnachtsumzug in Maintal-Dörnigheim verkauft.